# Reise, Reise
„Reise Reise“ е четвъртият студиен албум на немската индъстриъл метъл група Rammstein, издаден през 2004 година. Записите са осъществени в испанския град Малага.
Албумът следва стиловата и тематична насоченост на предходните творби, но с малко по-мек звук като цяло и повече драматизъм, с повече хардрок и хевиметъл елементи за сметка на по-скромното в сравнение с предните албуми индъстриъл звучене.
Пилотният сингъл от албума, озаглавен „Mein Teil“ е написан по действителен случай на канибализъм през март 2001 година в немския град Ротенбург, провинция Хесен. Изразът „Mein Teil“ (в превод „моята част“, „моето парче“) означава „мъжки полов орган“ на разговорен немски, а в песента се разказва историята на мъж, който бива изяден от друг по собствено желание, след като двамата си уговарят среща чрез интернет чат, като в менюто влиза и „неговото парче“, изядено от двамата (което се е случило и действително).
„Amerika“ остро пародира и критикува политиката, народа и културата на САЩ, с акцент върху доминантната им роля над останалия свят (в припевът се повтаря ироничната фраза: „We're all living in Amerika, Amerika ist wunderbar“ /„Ние всички живеем в Америка, Америка е прекрасна“). Парчето предизвиква редица спорове и протестни реакции от страна на част от американските граждани, чувстващи се засегнати и определящи песента като открита нападка и анти-американска агитация.
Песента „Dalai Lama“ е интерпретация по произведението на немския поет Йохан Волфганг фон Гьоте „Erlkönig“, написано през 1782 година. Текстът е базиран на оригинала, като конния впряг от оригиналното произведение е заменен със самолет.
В песента „Moskau“ присъстват женски вокали, пеещи на руски език.

## Песни
1. Reise, Reise (Пътуване, пътуване) – 4:45
2. Mein Teil (Моето парче) – 4:32
3. Dalai Lama' (Далай Лама) – 5:38
4. Keine Lust (Без желание) – 3:42
5. Los /без/ – 4:25
6. Amerika (Америка) – 3:46
7. Moskau (Москва) – 4:16
8. Morgenstern (Сутрешна звезда) – 3:59
9. Stein um Stein (Камък до камък) – 3:56
10. Ohne Dich (Без теб) – 4:32
11. Amour (от френски Любов) – 4:50

## Сингли
- Mein Teil (2004)
- Amerika (2004) – съдържа седем версии на песента, включително на английски език, както и парчето Mein Herz Brennt от албума Mutter (2001).
- Ohne Dich (2005)
- Keine Lust (2005) – съдържа албумната версия на Keine Lust плюс парчето Ohne Dich и Mutter от едноименния албум.

## Музиканти
- Тил Линдеман – вокали
- Рихард Круспе-Бернщайн – китари
- Паул Ландерс – китари
- Оливър Ридел – бас китара
- Кристоф „Дуум“ Шнайдер – барабани
- Кристиан Flake Лоренц – кийборд

### Гост музиканти
- Бербел Бюлер – обой
- Камерен оркестър на град Дрезден
- Немски филмов оркестър Бабелсберг

## Персонал
- Якоб Хелнер – продуцент
- Улф Крукенберг – записи
- Холгер Шварк – асистент
- Щефан Глауман – смесване
- Хови Вайнберг – мастеринг
- Волф Кершек – кондуктор
- Флориан Амон – програмиране
- Йонас Задов – програмиране
- Свен Хелбих – хорови аранжименти
- Алекс Брунер – дизайн, обложка, фотографии, концепция
- Олаф Хайне – фотографии